# Тальянки
Тальянки́ — село в Україні, в Звенигородському районі Черкаської області. У селі мешкає 1720 людей.
В селі знаходиться Тальянківський коледж Уманського національного університету садівництва.

## Історія

### Протомісто Трипільської культури
Державний історико-культурний заповідник «Трипільська культура» створений 2002 року, розташований у Черкаській області. До складу заповідника входять території 11 поселень часів трипільської культури.
Площа заповідника — 2045 гектарів.
Серед них — Тальянки, найбільше в Європі поселення часів трипільської культури — 450 га. Заснування якого датується 3600 — 3500 років до н. е.  Поселення включено до списку найбільших міст в історії людства — List of largest cities throughout history.
- Село постраждало внаслідок геноциду українського народу, проведеного окупаційним урядом СССР 1932—1933 та 1946–1947 роках[2].

## Населення

### Мова
Розподіл населення за рідною мовою за даними перепису 2001 року:
| Мова       | Кількість | Відсоток |
| ---------- | --------- | -------- |
| українська | 1691      | 98.31%   |
| російська  | 28        | 1.63%    |
| білоруська | 1         | 0.06%    |
| Усього     | 1720      | 100%     |

## Відомі люди
В селі народилися:
- Топольний Федір Пилипович — доктор біологічних наук, професор кафедри екології і охорони довкілля Кіровоградського національного технічного університету;
- Трубчанінов Сергій Васильович (* 17 жовтня 1962) — український історик, краєзнавець, видавець, кандидат історичних наук;
- Тихолоз Богдан Сергійович (* 6 жовтня 1978) — український літературознавець, франкознавець, кандидат філологічних наук, Кавалер ордена «За заслуги» ІІІ ступеня (2006).
- Федорівський Сергій Іванович (10 листопада 1993 — квітень 2022) — український активіст і громадський діяч, військовослужбовець, учасник російсько-української війни.

## Галерея

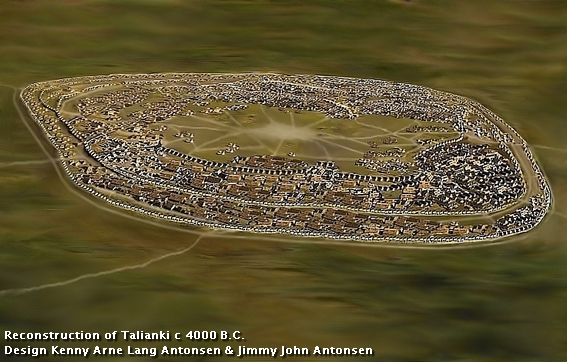
Відтворення трипільського мега-поселення Тальянки
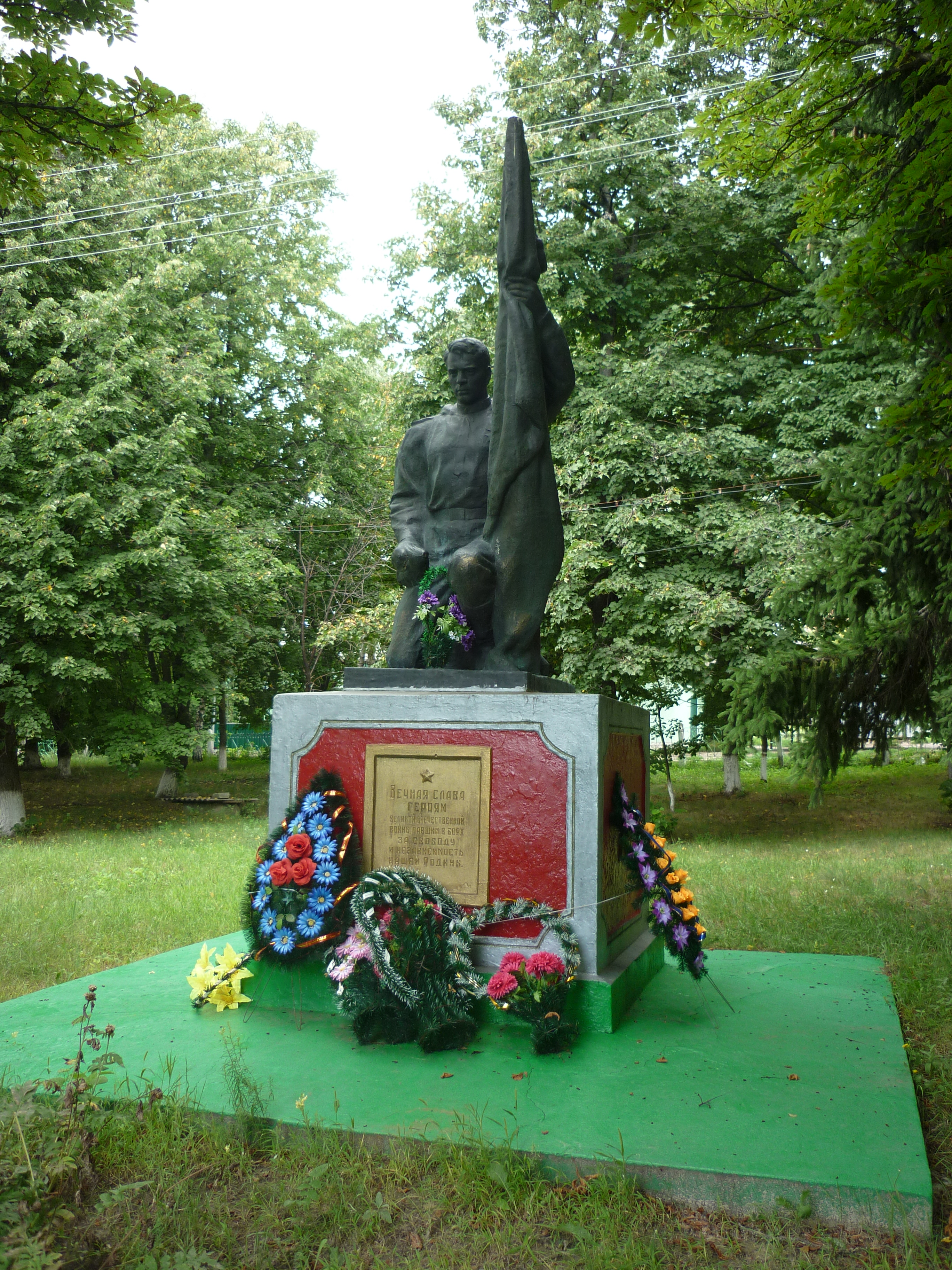
Пам'ятник загиблим воїнам Другої Світової війни
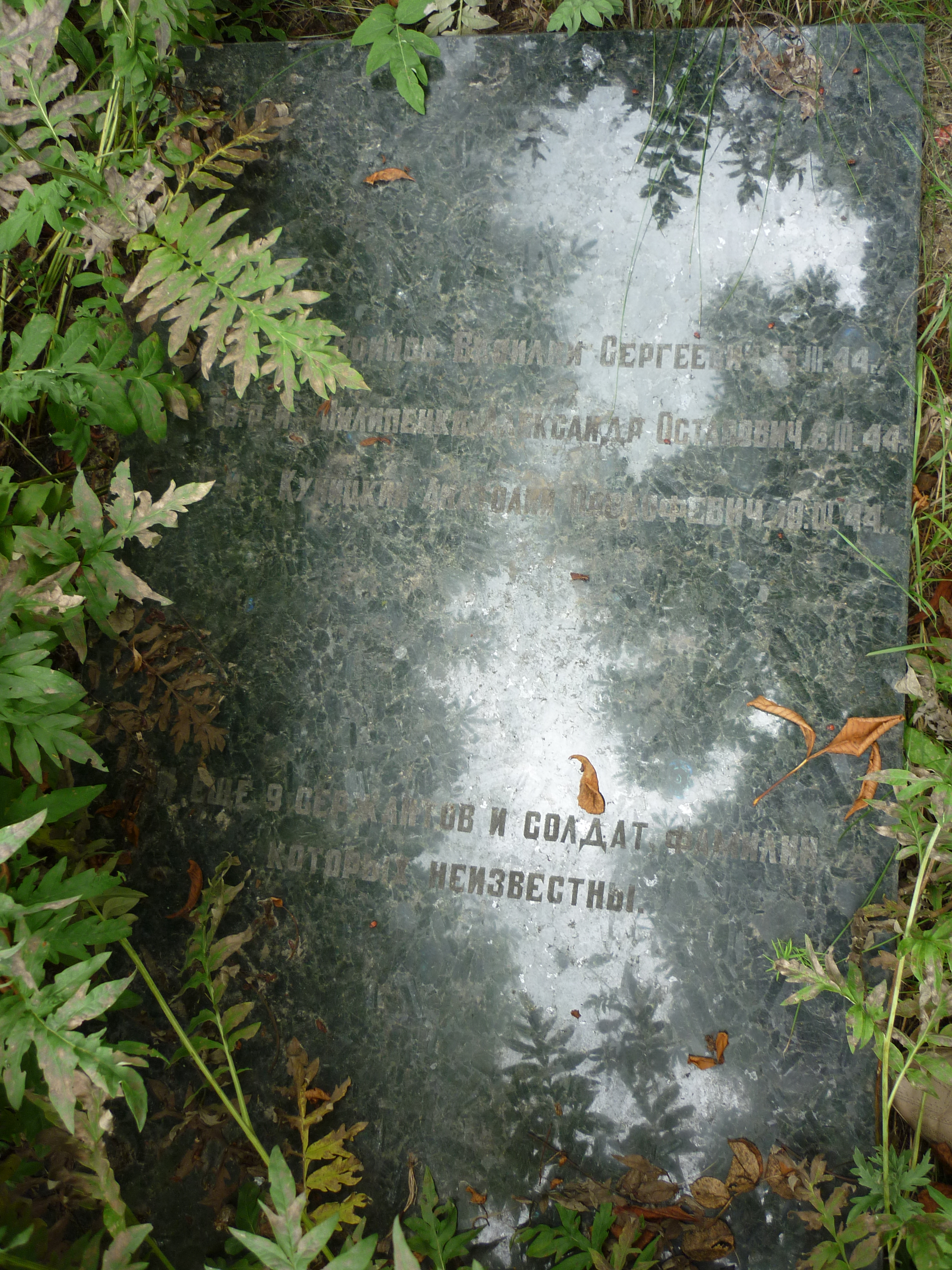
Могила 12 загиблих воїнів Другої Світової війни